# Mick Box
Michael Frederick Box, detto Mick (Walthamstow, 9 giugno 1947), è un chitarrista britannico.
È noto per essere da sempre il chitarrista degli Uriah Heep.
Ha molte chitarre nella sua collezione soprattutto le Carparelli da lui usate per concerti e registrazioni. Fatta eccezione per il primo lavoro solista di David Byron, Mick non ha mai suonato in album che non fossero degli Uriah Heep. Per questa ragione la sua biografia si fonde con la storia del gruppo.

## Discografia

### Con David Byron

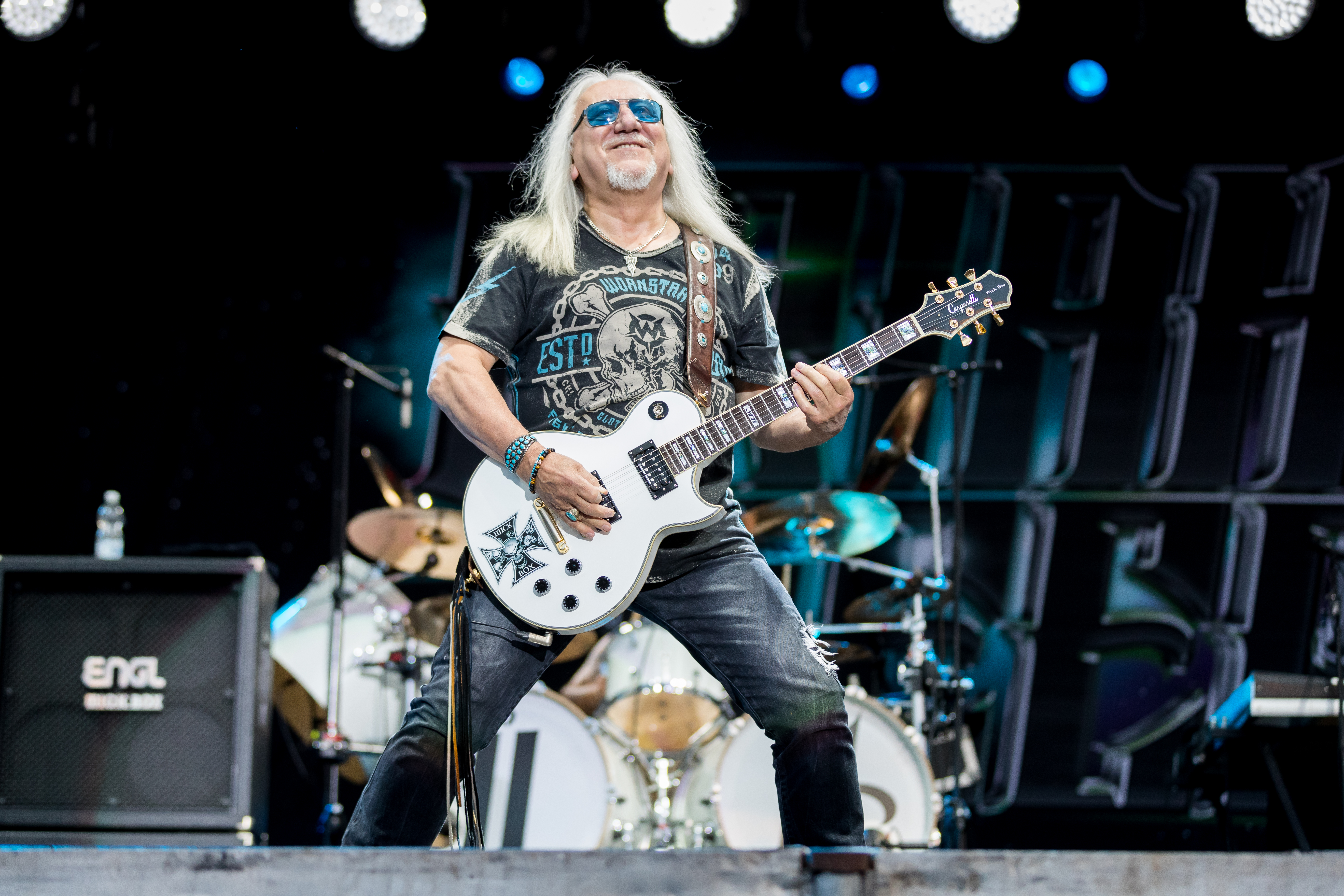
Mick Box nel 2018

- 1975 - Take No Prisoners

### Con gli Uriah Heep

#### Album in studio
- 1970 - ...Very 'Eavy ...Very 'Umble
- 1971 - Salisbury
- 1971 - Look at Yourself
- 1972 - Demons & Wizards
- 1972 - The Magician's Birthday
- 1973 - Sweet Freedom
- 1974 - Wonderworld
- 1975 - Return to Fantasy
- 1976 - High and Mighty
- 1977 - Firefly
- 1977 - Innocent Victim
- 1978 - Fallen Angel
- 1980 - Conquest
- 1982 - Abominog
- 1983 - Head First
- 1985 - Equator
- 1989 - Raging Silence
- 1991 - Different World
- 1995 - Sea of Light
- 1998 - Sonic Origami
- 2008 - Wake the Sleeper
- 2009 - Celebration
- 2011 - Into the Wild
- 2014 - Outsider
- 2018 - Living the Dream
- 2023 - Chaos & Colours

#### Live
- 1973 - Uriah Heep Live
- 1986 - Live at Shepperton '74
- 1986 - Live in Europe 1979
- 1988 - Live in Moscow
- 1996 - Spellbinder Live
- 1997 - Live On the King Biscuit Flower Hour
- 2000 - Future Echoes of the Past
- 2001 - Acoustically Driven
- 2001 - Electrically Driven
- 2002 - The Magician's Birthday Party
- 2003 - Live in the USA
- 2004 - Magic Night